# لوی، کبک
لوی (به فرانسوی: Lévis) شهرکی در ناحیه شودییر-آپالاش در استان کبک کانادا است. در سرشماری سال ۲۰۱۱ این شهرک ۱۲۹٬۵۲۱ نفر جمعیت داشته‌است و مساحت آن ۴۴۳٫۶۵ کیلومتر مربع است.